# I Believe in You
Az I Believe in You című dal az ausztrál énekesnő Kylie Minogue 2004.november 29-én megjelent dala, mely az Ultimate Kylie című válogatásalbum vezető kislemeze. A dalt Minogue, Jake Shears és Babydaddy írták. A dalt a Parlophone jelentette meg. A dal egy pop és eurodiszkó stílusú szerzemény, amelyben Minogue azt hírdeti, hogy sok olyan dolog van, amiben nem hisz, de hisz a szeretőjében.
Az „I Believe in You” pozitív kritikákat kapott a zenekritikusoktól. A dal a román Top 100-as lista 1. helyezettje volt, az Egyesült Királyságban pedig a 2. helyet sikerült elérnie. Ausztráliában a 6. helyre került. A dal az Egyesült Államokban táncsláger lett, és a Billboard Hot Dance Club Play lista 3. helyezettje volt. A dalt 2006-ban Grammy-díjra jelölték a "Legjobb táncdal" kategóriában.

## Előzmények
2004 augusztusában bejelentették, hogy Minogue új dalokat fog rögzíteni, és a pletykák valamiféle karácsonyi albumról beszéltek. A rákövetkező hónapban bejelentették, hogy az énekesnő legnagyobb slágereit felvonultató Ultimate Kylie című válogatásalbum jelenik meg két új dallal, melyek az "I Believe in You" és Giving You Up címűek. Az album forgalmazásával egyidőben egy külön válogatás DVD is megjelent azonos címmel, amelyen az énekesnő több videoklipje is szerepelt. Ugyanekkor bejelentették, hogy az "I Believe in You" lesz a válogatásalbum vezető kislemeze.
Minogue Shears-szel, és Babydaddy-vel közös együttműködését sokan valószínűtlennek tartották, beleértve magát az énekesnőt is. "Amikor felmerült a közös munka ötlete, azt gondoltam, jó, szeretem az albumukat, de az nem az a zene, amit csinálok. Azonban, amikor belekezdtük a munkálatokba, rögtön egy hullámhosszon voltunk" – mondta az énekesnő. Később kiderült, hogy mindketten nagy rajongói egymás zenéjének. Shears azt mondta, hogy a stúdióban "gélesedtek", és kifejtette, hogy az élmény "nagyon szürreális és menő volt. Előtte annyira izgultam, mert valami jót akartam csinálni, és fantasztikusan jól éreztük magunkat. Nagyon jó volt a közös munka, és nagyon boldog vagyok, mert szerintem nagyon jó dolgokat csináltunk együtt, hosszú napokon át, így úgy érzem, hogy eléggé megismertük egymást, ami nagyon szórakoztató volt".

## Összetétel
Az "I Believe in You" egy pop és eurodiszkó dal, mely szintetizátorokat, és billentyűs hangszereket tartalmaz. A dal szövege, melyet Minogue írt, leírja, hogy ő nem hisz semmiben, csak a szeretőjében, bár a dal egy olyan szellemet részletez, amelyben a beszélő hisz, ezért a dalszöveg a következő: "I don't believe that when you die your presence isn't felt." (Nem hiszem, hogyha meghalsz, a jelenléted nem érezhető). Az Ultimate Kylie számára rögzített felvétel 2004 nyarán készült el Londonban. A dal a diszkó és a 80-as évek újhullámos elektropop zenéjéből származik, melyet a 80-as évek New Order nevű zenekar zenéihez hasonlítottak.
A dal a kórusdallamot játszó billentyűkkel kezdődik. Ez a dallam az egész dalban megmarad, kivéve időnként Minogue szövegeinek szünetét. Ahogy a dal folytatódik, a dobok és szintik kerülnek háttérbe, amelyek az egész dalok keresztül folytatódnak> A refrénben Minogue magas oktávban énekel a vonósokkal, és a dübörgő ütemmel a háttérben. "Imádom, mindent megtesz a dal, amit tenni akar, és egy kicsit többet is.." – mondta Minogue a dalról.

## Kritikák
Az "I Believe in You" című dalt számos zenekritikus pozitívan értékelte. Mark Edwards a Stylus Magazine-tól a dalt "remekműnek" és "mesés visszatérésnek" nevezte, előző Body Language című albumáról, amelyet néhány zenekritikus nem értékelt túl jól. Joey Rivaldo az About című weboldaltól azt mondta, hogy a dal "tökéletes rádióbarát sláger" és dicsérte a "szép laza pop hangzást". Rivaldo azt is elmondta, hogy "bár sokaknak eltartott egy ideig, míg rákaptak erre a dallamra, visszatekintve sokan azt mondták, hogy megérte várni". Rivaldo kritikájában öt csillagból hármat adott a dalnak. Egy másik kritikus, Jason Shawahn az egyik legjobb eurodiszkó édességnek nevezte dicsőséges idők óta. A Virgin weboldala meglehetősen tisztességes, és stílusos együttműködésnek nevezte a dalt Jake Shears-szel, és Babydaddy-vel, és azt mondta, "hogy bár lehet hogy hiányoznak az igazán csábító horgok a dalból, vagy a különösen érdekes szövegek), mégis elbűvölő a dal, pulzáló az analóg basszusvonal és a dob kombó".
A dalt 2005-ben ARIA díjra jelölték Ausztráliában a "Legjobb popdal megjelenés" kategóriában. Minogue pedig a "Legjobb női előadó" címet is begyűjtötte, amivel a nyolcadik egymást követő évben kapott ARIA díjra. A dalt 2006-ban Grammy-díjra is jelölték a "Legjobb táncdal" kategóriában, ami Minogue negyedik egymást követő évben kapott Grammy jelölése volt ebben a kategóriában.

## Kereskedelmi sikerek
Az "I Believe in You" 2004. október 14-én debütált a rádiókban, és 2004. december 6-án jelent meg az Egyesült Királyságban. A dal a 2. helyen debütált a brit kislemezlistán. Négy egymást követő héten át az első tíz helyezett között maradt, összesen tizenhárom hetet töltve a listán. As March 2014, it sold 150,000 copies in the UK. 2014 márciusában 150.000 példányban kelt el az Egyesült Királyságban. A legtöbb európai országban a dal Top 10-es helyezést ért el a dal. Romániában az első, Dániában és Skóciában a 2. helyezést érte el, míg Ausztráliában a 4, Magyarországon az 5., míg Izlandon, és Spanyolországban a 6. lett. Svájcban a 6., Írországban a 9., Hollandiában a 10. helyezett lett. Ezenkívül Olaszországban, Németországban, Belgiumban, Norvégiában, Svédországban, és Finnországban Top 20-as helyezett lett. Franciaországban a dal viszonylag mérsékelt sikereket ért el, és a 35. helyen érte el a csúcsot, ami főként annak köszönhető, hogy a kislemez csak a következő évben került kereskedelmi forgalomba, és akkoriban csak import kislemezként lehetett megvásárolni.
Az Egyesült Államokban a kislemez nem került fel a Billboard Hot 100-as toplistára, azonban a Billboard Hot Dance Club Play listán a 3. helyet sikerült megszereznie, a Billboard Hot Dance Airplay listán pedig a 4. helyen végzett. A kislemez visszaadta Minogue népszerűségét az amerikai piacon. Az utolsó kislemeze, a Chocolate nem szerepelt a Billboard listákon. A dal azonban nem szerzett népszerűséget a tánczenei slágerlistán kívül. Új-Zélandon a 38. helyen debütált, majd két hét után a 29. helyre került, de öt hét után kiesett a listáról.

## Videoklip

### Előzmények
Az "I Believe in You" című dalhoz készült klipet Vernie Yeung rendezte, a koreográfiát pedig Rafael Bonachela készítette. A futurisztikus videó előzménye szerint Minogue különböző forgatókönyveket adott elő egy színes neonfényekkel teli stúdióban. A klip úgy kezdődik, hogy Minogue egy nagy gömb közepén áll, amelyet neonfények világítanak meg, miközben körülötte forog. A második verzéhez érve egy új gömb jelenik meg, új fénykészlettel kiegészülve Minogue körül, mivel új jelmezt, és csillogás látható a szeme körül. Ezeket a figyelemre méltó csúcskategóriás vizuális effektusokat a Soho alapú The Mill cég készítette, akik felelősek voltak ezeken a gömbökön lévő fénysávok javításáért, valamint minden egyes gömb bevezetésekor egy új fény hozzáadásáért. A videóban Minogue táncol a kavargó színek pszichedelikus felvillanása előtt, majd feloldódik egy fekete háttérre, amelyet egy csapat fényhatást viselő táncos világít meg. Kiderült, hogy ezek a sokszínű izzók valójában a táncosok testére voltak erősítve, akinek a forgatás idejére bevásárlótáskákban kellett hordozniuk az áramforrásaikat. A videó végén a négy sorozat egymásba vágódik, majd fokozatosan elhalványul.
A videó jelmezei a Dolce & Gabbana divatházból származik, melyek egy sor ruhából állnak. Ezeket a ruhákat Minogue "lebegőnek" jellemezte. Köztük egy lila selyem sifonruhát, aranyhálós melltartó felsőrésszel, és övvel. A cipő Chloé márkájú. Minogue 2006-ban maga adományozta a jelmezeket a Melbourne-i Művészeti Központnak, amely a Minogue gyűjteményben látható.

### Kiadások
A dal klipjének teljes változata kereskedelmi forgalomba került CD kislemezeken, és digitális letöltéseken keresztül. Néhány változat Mylo és Skylark remixeit is tartalmazza. A video megtalálható a 2004 decemberében megjelent Ultimate Kylie című válogatás DVD-n is.

## Remixek
Három hivatalos remix készült a dal népszerűsítésére. Mylo két remixet készített. A Mylo Vocal és a Mylo Dub címűeket, amelyek a dal eredeti vokálját használják egy új, szintetizátorokkal, és néhány elektromos gitárral felépített basszusvonalon. A remixek pozitív kritikákat kaptak a zenekritikusoktól. Az About című weboldal kijelentette, hogy a remix egy "elektro utazást" biztosít a dalhoz, megjegyezve, hogy ez "tökéletes mix az összes Mixshow DJ számára. A Skylark mixben kick beat található, és az About weboldal szerint inkább a klubokhoz igazodik, mivel inkább undergroudabb, mint Mylo remixei.
Mindhárom remix szerepelt a CD kislemezen, mely 2004 decemberében letölthető volt. A dal gyökeresen eltérő változatát 2007-ben készítették el a The Kylie Show számára, amely egy egyszeri televíziós műsor volt. A műsort 2007. november 10-én sugározták az Egyesült Királyság ITV csatornáján, mely Minogue X marketingeszköze volt. Az új verzió a dalt egy pörgős elektronikus dalból fáklyás dallá változtatta. Ezt a dalt Minogue is előadta a KylieX2008 turné során.

## B. oldalas kislemez
A "B.P.M" című dal az "I Believe in You" kislemez B. oldalaként jelent meg. A dal producere Richard Stannard és Julian Gallagher voltak (együttesen BiffCo). A dalt Minogue, Stannard, és Gallagher írta. A dal sok inkarnáción ment keresztül, mely Stannard és Gallagher által írt hangszeres dalként indult "Sunset River" címmel, és amikor elkezdtek dolgozni Minogue-val, dalszövegeket adtak hozzá. és változtatásokat hajtottak végre a zenén. A dalt eredetileg a Body Language című albumra szánták 2003-ban, de csak egy évvel később adták ki az Ultimate Kylie-t. A "B.P.M" egyike volt annak a sok dalnak, amelyet új dalként vett fel az albumra, de helyette az "I Believe in You" B. oldalán adták ki.

## Élő előadások

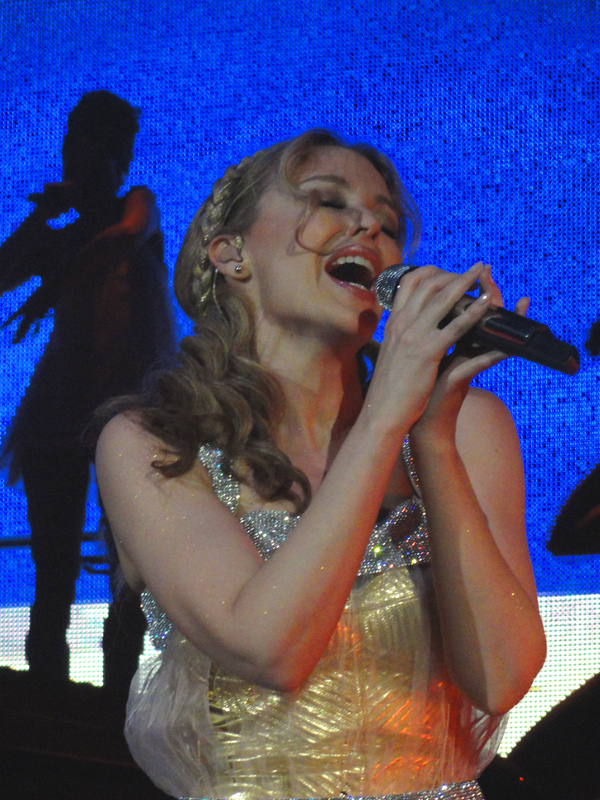
Minogue előadja a dalt az Aphrodite: Les Folies Tour turnén 2011-ben.

Az Ultimate Kylie és a kislemez népszerűsítése érdekében Minogue előadta az „I Believe in You”-t olyan műsorokban, mint a Top of the Pops, Nordic Music Awards, Top of the Pops Saturday, Premios Ondas, Star Academy, Hit Machine, Today with Des and Mel, és Wetten, dass...?
A dal felkerült a 2005-ös Showgirl: The Greatest Hits Tour setlistájára is. Azonban Minogue nem tudta befejezni a turnét, mivel korai mellrákot diagnosztizáltak nála, és le kellett mondania a turné ausztrál szakaszát. A kezelés és gyógyulás után 2006-ban folytatta a turnét Showgirl: The Homecoming Tour címen, és az "I Believe in You" ismét felkerült a setlistára.
Minogue a KylieX2008 turnén előadta a dal ballada változatát, amelyet zenekarinak nevezte, és az újságok kék vonatként írták le. Ezt a dalt a "Starry Nights" című felvonásban mind a négy meghatározott sorrend részeként adták elő. Ugyanezt a verziót adta elő a For You, For Me Tour turnén 2009-ben, az ötödik felvonásban, a "White Diamond" és a "Confide in Me" előadásait követően. Minogue 2011-ben ismét előadta a dalt, az Aphrodite: Les Folies Tour turnén, a hol volt a dalban némi remix is. A dalt az "Illusion" előadását követő második felvonásban adták elő. A lovakhoz öltözött férfi táncosok szekéren húzták körbe a színpadon. Legutóbb a Golden Tour-on adta elő a dalt a "Breathe" helyett.
Minogue balladaként is előadta a dalt a Star Academy with Quentin Mosimann című műsorban, és a The Kylie Show különlegességben. 2012-ben a dal The Abbey Road Sessions változatát adta elő a BBC Proms in the Park című műsorban. A dalt a Royal Windsor Horse Show-n adta elő a Windsori kastély területén, II. Erzsébet brit királynő 90. születésnapján 2016-ban.

## A dal felhasználása más médiában
2014-ben Minogue "I Believe in You" című dalának The Abbey Road Sessions verzióját a brit Nationwide építőtársaság televíziós reklámjában használták.

## Számlista és formátumok
| - Ausztrál és Új-Zéland CD single 1. "I Believe in You" (original version) – 3:22 2. "B.P.M." – 4:05 3. "I Believe in You" (Mylo vocal mix) – 6:03 4. "I Believe in You" (Skylark mix) – 7:57 5. "I Believe in You" (video) - UK CD1 1. "I Believe in You" (original version) – 3:21 2. "I Believe in You" (Mylo vocal mix) – 6:02 3. "I Believe in You" (Skylark mix) – 7:56 4. "I Believe in You" (video) - UK CD2 és Európai CD single 1. "I Believe in You" (original version) – 3:21 2. "B.P.M." – 4:04 | - UK 12-inch picture disc A1. "I Believe in You" (original version) – 3:21 B1. "I Believe in You" (Mylo dub) – 6:10 B2. "I Believe in You" (Skylark mix) – 7:56 - Digital EP 1. "I Believe in You" – 3:21 2. "I Believe in You (Mylo vocal) – 3:23 3. "I Believe in You (Skylark mix) – 7:57 4. "B.P.M." – 4:05 |

## Slágerlista
| Slágerlista (2004–2005)               | Legjobb helyezések |
| ------------------------------------- | ------------------ |
| Ausztrália (ARIA)                     | 6                  |
| Australian Dance (ARIA)               | 2                  |
| Ausztria (Ö3 Austria Top 40)          | 4                  |
| Belgium (Ultratop 50 Flanders)        | 13                 |
| Belgium (Ultratop 50 Wallonia)        | 20                 |
| Belgium Dance (Ultratop Flanders)     | 5                  |
| Dánia (Tracklisten Top 40)            | 2                  |
| Europe (Eurochart Hot 100)            | 2                  |
| Finnország (Singlet Top 20)           | 20                 |
| Franciaország (Single Top 100)        | 35                 |
| Németország (Media Control Charts)    | 12                 |
| Greece (IFPI)                         | 6                  |
| Magyarország (Rádiós Top 40)          | 5                  |
| Iceland (Tónlist)                     | 5                  |
| Írország (IRMA)                       | 9                  |
| Olaszország (FIMI)                    | 11                 |
| Hollandia (Top 40)                    | 10                 |
| Hollandia (Single Top 100)            | 14                 |
| Új-Zéland (Recorded Music NZ)         | 29                 |
| Norvégia (VG-lista)                   | 13                 |
| Paraguay (Notimex)                    | 2                  |
| Romania (Romanian Top 100)            | 1                  |
| Russia Airplay (TopHit)               | 20                 |
| Skócia (Scottish Singles Top 40)      | 2                  |
| Spanyolország (PROMUSICAE)            | 5                  |
| Svédország (Sverigetopplistan)        | 16                 |
| Svájc (Schweizer Hitparade)           | 6                  |
| Egyesült Királyság (UK Singles Chart) | 2                  |
| US Hot Dance Club Songs (Billboard)   | 3                  |
| US Dance/Mix Show Airplay (Billboard) | 4                  |

| Slágerlista (2004)      | Helyezések |
| ----------------------- | ---------- |
| Australian Dance (ARIA) | 18         |
| CIS (Tophit)            | 161        |
| Russia Airplay (TopHit) | 68         |
| UK Singles (OCC)        | 63         |

| Slágerlista (2005)                 | Helyezések |
| ---------------------------------- | ---------- |
| Austria (Ö3 Austria Top 40)        | 59         |
| Europe (Eurochart Hot 100)         | 34         |
| Germany (Official German Charts)   | 75         |
| Hungary (Rádiós Top 40)            | 85         |
| Italy (FIMI)                       | 68         |
| Netherlands (Dutch Top 40)         | 93         |
| Romania (Romanian Top 100)         | 7          |
| Switzerland (Schweizer Hitparade)  | 61         |
| US Dance Radio Airplay (Billboard) | 13         |

## Minősítések
| Régió | Minősítés | Eladott példányszám |
| --- | --------- | ------------------- |
| Ausztrália (ARIA) | arany     | 35 000^             |
| Egyesült Királyság (BPI) | ezüst     | 200 000‡            |
| ^ Kiszállítási példányszámok kizárólag a minősítés alapján. ‡ Eladási+streaming példányszámok kizárólag a minősítés alapján. |           |                     |

## Megjelenések
| Ország             | Dátum              | Formátum         | Label             | Ref.   |
| ------------------ | ------------------ | ---------------- | ----------------- | ------ |
| Ausztrália         | 2004. november 29. | CD               | Festival Mushroom | [ 86 ] |
| Németország        | 2004. december 6.  | CD               | Parlophone        | [ 87 ] |
| Egyesült Királyság | 2004. december 6.  | 12-inch vinyl CD | Parlophone        | [ 88 ] |

## Külső hivatkozások
- Kylie Minogue hivatalos honlapja (angol nyelven)